# Mons-lez-Liège
Mons-lez-Liège (wa. Mont-dlé-Lidje) – dzielnica (section) gminy Flémalle w Belgii, w Regionie Walońskim, w prowincji Liège, w okręgu Liège. 1 stycznia 2020 r. liczyła 5022 mieszkańców. Do 31 grudnia 1976 r. samodzielna gmina. 

## Demografia
Liczba mieszkańców, stan na 1 stycznia:
| Rok                | 1930 | 1947 | 1961 | 2020 |
| ------------------ | ---- | ---- | ---- | ---- |
| Liczba mieszkańców | 4523 | 4103 | 4695 | 5022 |